# Egerton Forster
Egerton Attiser Rolland Forster (ur. 31 października 1959 we Freetown) – sierraleoński bokser, uczestnik Letnich Igrzysk Olimpijskich 1984 w Los Angeles.
Na Letnich Igrzyskach Olimpijskich 1984 odpadł w 1/8 finału, przegrywając w swojej pierwszej walce na turnieju z reprezentantem Holandii Arnoldem Vanderlyde. W klasyfikacji końcowej został sklasyfikowany na 9. pozycji.